# The Legend of Beaver Dam
The Legend of Beaver Dam és un curtmetratge canadenc de comèdia musical de terror, dirigit per Jérôme Sable i estrenat el 2010. La pel·lícula és protagonitzada per L. J. Benet com a Danny Zigwitz, un nen nerd del campament d'estiu que està cridat a salvar els seus amics. quan la cançó de foguera del conseller del campament (Seán Cullen) sobre un monstre anomenat Stumpy Sam desperta la bèstia assedegada de sang homònima (Rick Miller).
La pel·lícula es va estrenar al Festival Internacional de Cinema de Toronto de 2010, i va ser nomenat a la llista del Canada's Top Ten de final d'any del TIFF per al 2010. Posteriorment es va projectar al Festival de Cinema de Sundance de 2011, on va rebre un premi menció d'honor a la categoria de curtmetratges. També va guanyar el premi al millor curtmetratge al XLIII Festival Internacional de Cinema Fantàstic de Catalunya.